# Podniesione grządki

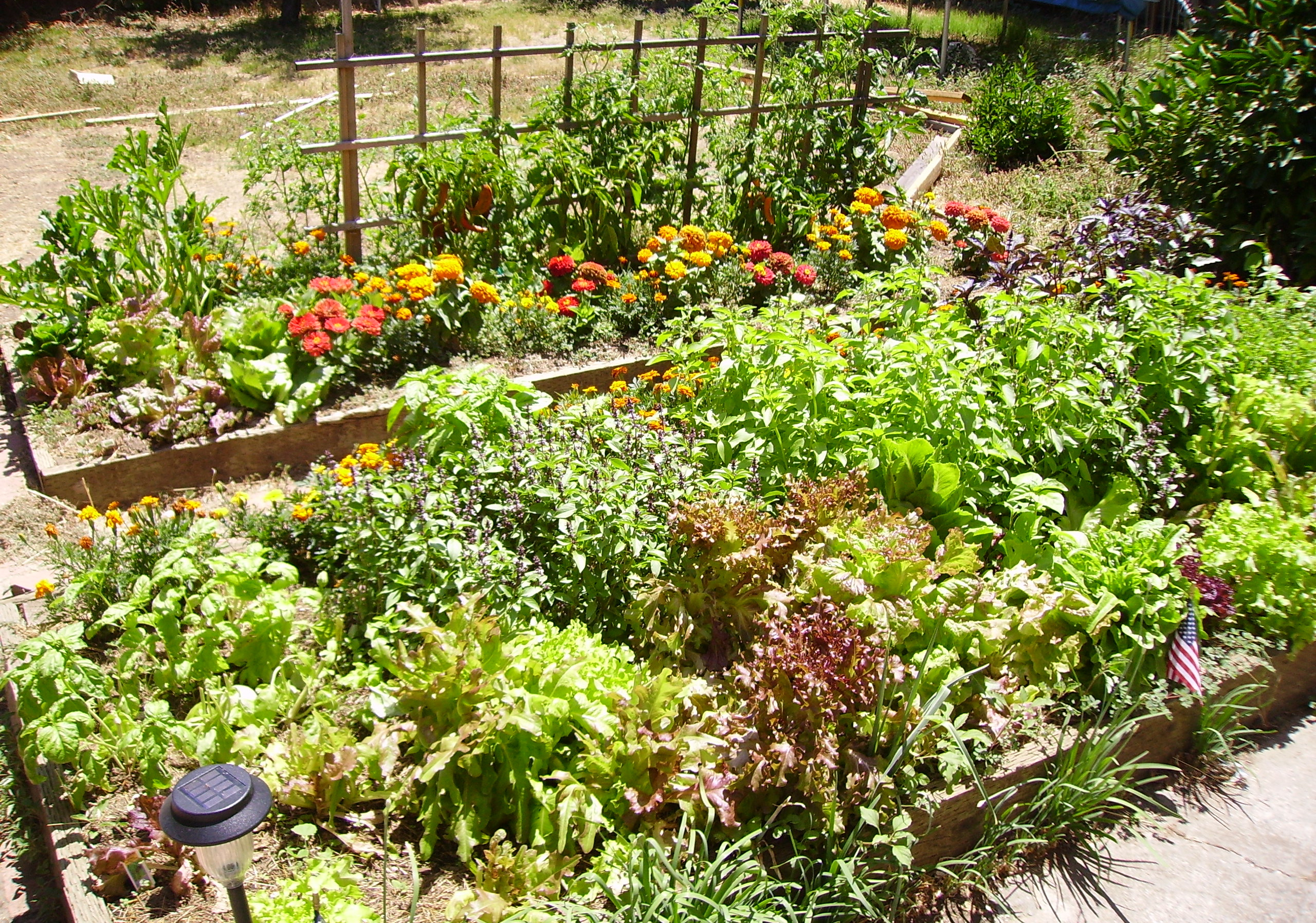
Podniesiona grządka z sałatą, pomidorami, bazylią, aksamitką, cynią, czosnkiem, cukinią

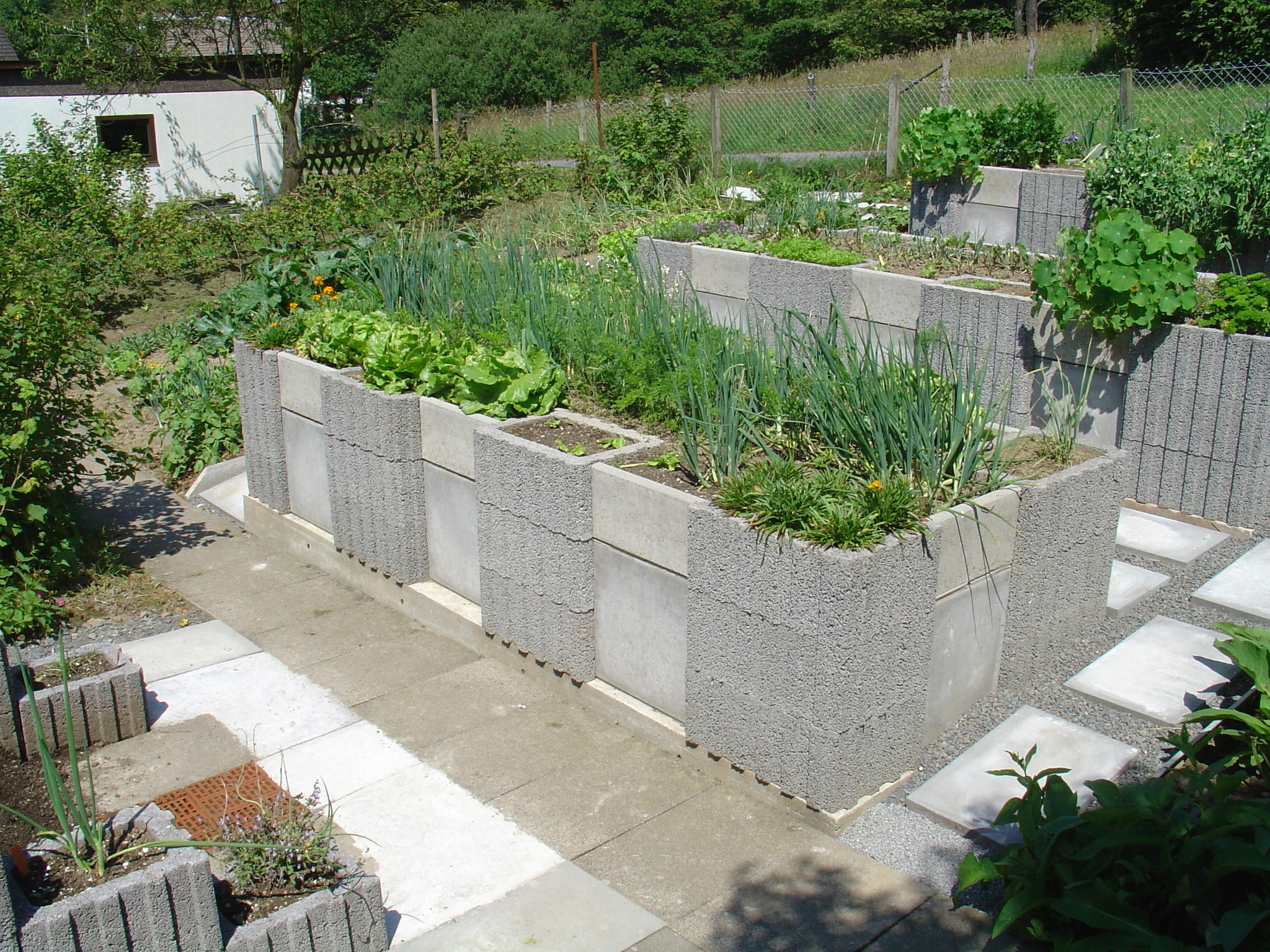
Podniesione grządki

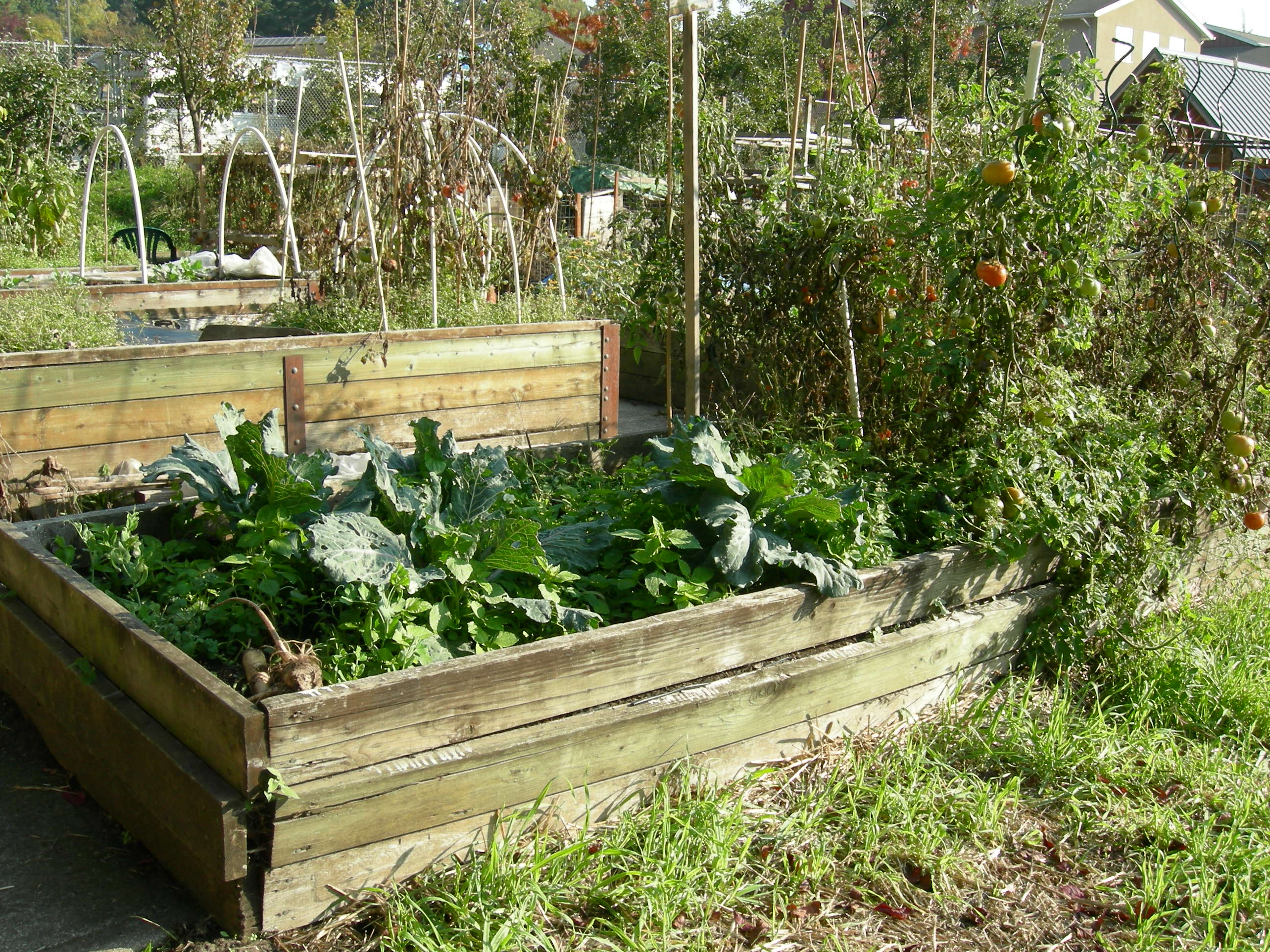
Picardo Farm, Wedgwood neighborhood, Seattle, Washington: Wspólna działka z podniesionymi grządkami dla niepełnosprawnych

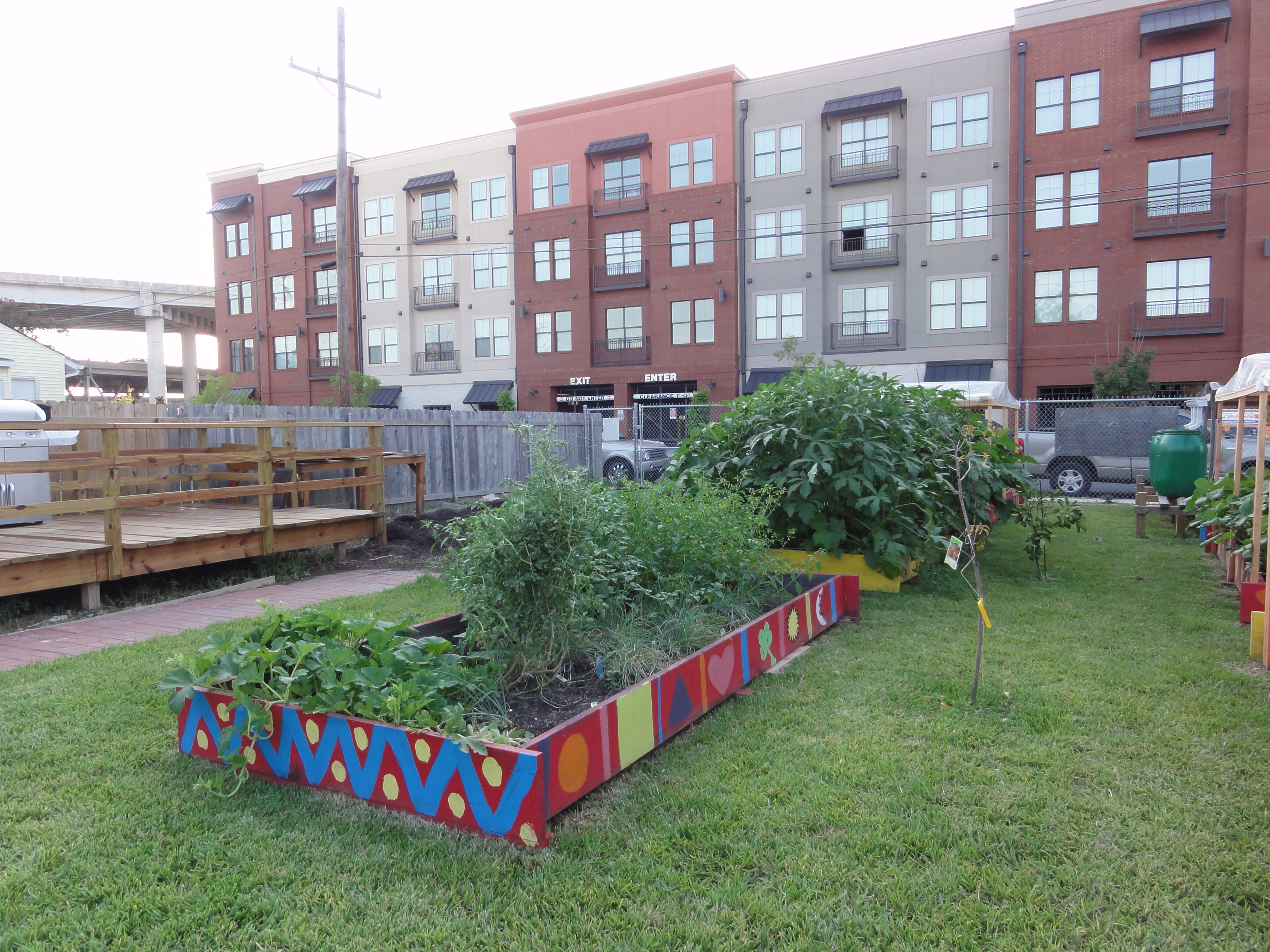
Podniesione grządki w ogrodzie Wise Words Community Garden w Mid-City, Nowy Orlean

Podniesione grządki, zwane też podwyższonymi grządkami – forma ogrodnicza, gdzie ziemia zamknięta jest w 1,0–1,2 m szerokości skrzyniach, dowolnej długości lub kształtu. Ziemia znajduje się powyżej poziomu gleby wokół grządek (ok. 20 cm – 1 m wysokości), czasem w ramie drewnianej, kamiennej, z bloków betonowych; może być wzbogacana kompostem. Rośliny warzywne rozmieszczone mogą być geometrycznie, bliżej siebie niż w tradycyjnym ogrodnictwie. Odległości mogą być tak dobrane, aby dorosłe rośliny się dotykały, co pozwala wytworzyć odpowiedni mikroklimat, zapobiec rozwojowi chwastów i zachować odpowiednią wilgotność. Podniesione grządki generują wielorakie korzyści: wydłużają sezon rolny, odpowiednio zaprojektowane nasadzenia zmniejszają ilość chwastów i uniezależniają ogrodnika od potrzeby stosowania wyjałowionej gleby. Ponieważ ogrodnik nie chodzi po grządce, ziemia nie jest ubita i korzenie mogą się nieskrępowanie rozwijać. Bliskie rozmieszczenie roślin i użycie kompostu ogólnie skutkuje obfitszym plonem w porównaniu do tradycyjnych upraw w rządkach. Grządki podniesione do wysokości pasa pozwalają osobom starszym i niepełnosprawnym uprawiać warzywa bez potrzeby schylania się.

## Zastosowanie
Podniesione grządki wchodzą m.in. w skład złożonych systemów rolniczych bazujących na założeniach permakultury. Pomagają zapobiegać erozji, odzyskiwać i przechowywać wodę oraz składniki odżywcze, kiedy znajdują się wzdłuż linii zbocza. Dzięki nim więcej miejsca można przeznaczyć na uprawy zboża. Mogą być zakładane na dużych przestrzeniach z pomocą traktorów (dowóz budulca), a utrzymywane dzięki pracy rąk z użyciem narzędzi ręcznych.
Ta forma ogrodnictwa jest zgodna z ideami square foot gardening (ogrodnictwo na obszarze 1 stopy2) i companion planting (sadzenie roślin towarzyszących).

## Materiały i budowa
Istotny jest dobór materiałów do budowy ogrodu warzywnego. Istnieją kontrowersje dotyczące użycia drewna obrabianego pod ciśnieniem. Drewno sosnowe nasączone miedzią, arszenikiem i chromem (chromated copper arsenate, CCA), toksyczną mieszaniną konserwującą drewno, może emitować te składniki chemiczne do ziemi, i w konsekwencji do roślin jadalnych. Europejska dyrektywa 2003/2/EC zabrania stosowania drewna konserwowanego CCA do zastosowań domowych; lecz jest ono dopuszczone do konstrukcji mostów itp. Często spotykanym materiałem są stare drewniane podkłady kolejowe połączone stalowymi prętami - jednak one także mogą być impregnowane szkodliwymi dla zdrowia substancjami.
Przy wyborze materiałów drewnianych należy wybrać nieobrobione twarde drewno, aby zapobiec ryzyku uwalniania substancji chemicznych do gleby.
Inna możliwość to użycie bloczków betonowych, które chociaż mniej estetyczne, są tanie i łatwe do zdobycia. Istnieją też gotowe prefabrykowane duże ramy z polietylenu, odporne na promieniowanie UV i przeznaczone do żywności, toteż nie będą zagrożeniem dla żywności i zdrowia i nie będą się rozkładać w kontakcie z glebą. Podwójna ścianka jest zarazem dodatkowym ociepleniem i doprowadza powietrze, zapobiega gwałtownym wahaniom temperatury i wysychaniu gleby. Podniesione grządki są czasem przykrywane przezroczystym plastikiem w celu ochrony przed wiatrem i gwałtownym deszczem. Dostępne są także prefabrykowane podniesione grządki w kształcie małych skrzynek.

## Keyhole gardens
Okrągłe podniesione grządki, wysokie do pasa, z dojściem z jednej strony do punktu centralnego, nazywane są keyhole gardens (ogrody w kształcie dziurki od klucza). Często pośrodku jest rodzaj kompostownika z patyków i trawy, dzięki którym wlewana tam woda dochodzi do korzeni roślin. Organizacja charytatywna Send a Cow promuje tworzenie tego rodzaju grządek w Afryce. Grządki tego rodzaju mogą być usypane z ziemi lub otoczone palisadą z drewna, cegieł lub kamieni.

## Hügelkultur
Praktyka hügelkultur polega na zakopywaniu drewna wewnątrz grządki o kształcie wzgórza czy kopca. Z czasem drewno ulega rozkładowi dostarczając składników odżywczych, i stopniowo uwalnia wodę, toteż począwszy od drugiego roku istnienia grządka taka nie potrzebuje podlewania. Drewno pocięte na bale oraz drobniejsze gałęzie układane są w podłużne stosy, po czym obsypuje się je ziemią, tworząc podłużne kopce. Można dodać kompost, liście i nawóz. Z powodu przebiegających wewnątrz procesów rozkładu wnętrze kopca będzie ciepłe. W pierwszym roku można sadzić rośliny niemające długich korzeni i nie potrzebujące wiele azotu, ale w następnych latach gleba jest już żyźniejsza. Drewno zakopane w grządce będzie dostarczać składników odżywczych przez około 15 do 20 lat. Grządka powinna mieć wysokość ok. 180–210 cm (zmniejszy się o ok. 30 cm w pierwszym miesiącu) i 1,5 m grubości. Grządka o wysokości 60 cm będzie trzymała wodę tylko przez ok. dwa miesiące.
Nie każde drewno nadaje się do zakopania jako nawóz: robinia akacjowa nie gnije z powodu za twardego drewna, orzech czarny jest toksyczny dla większości roślin, a wiśnia dla zwierząt. Dobre gatunki to: jabłoń, wierzba, topola, olsza.
Hügelkultur jest popularna wśród zwolenników permakultury, stosuje ją także Sepp Holzer. Tego typu grządki są dostępne dla osób każdego wzrostu, zarówno dzieci jak i osób na wózkach inwalidzkich.